# Lens (Bélgica)
Lens é um município da Bélgica localizado no distrito de Mons, província de Hainaut, região da Valônia.
Pertence à rede das Cidades Cittaslow.